# World Rugby U20 Trophy 2015
Die World Rugby U20 Trophy 2015 war die achte Ausgabe des gleichnamigen Wettbewerbs in der Sportart Rugby Union, der als Qualifikation zur Juniorenweltmeisterschaft dient. Die Veranstaltung fand vom 12. bis zum 24. Mai 2015 in Portugal statt. Den Wettbewerb entschied erstmals Georgien für sich.
Zwei Monate später fand in Italien die Juniorenweltmeisterschaft 2015 für höher eingestufte Mannschaften statt.

## Austragungsort
Sämtliche Spiele wurden in Lissabon ausgetragen, und zwar auf dem Gelände des Centro de Alto Rendimento do Jamor oder im Estádio Universitário de Lisboa.

## Teilnehmer
Acht Mannschaften nahmen am Turnier teil. Automatisch qualifiziert waren Gastgeber Portugal und Fidschi, der Letztplatzierte der Juniorenweltmeisterschaft 2014. Weitere sechs Länder qualifizierten sich über kontinentale Meisterschaften in Afrika, Asien, Europa, Nordamerika, Ozeanien und Südamerika.
| Land     | Qualifiziert als            |
| -------- | --------------------------- |
| Fidschi  | Absteiger JWM 2014          |
| Georgien | Junioren-Europameister      |
| Hongkong | Junioren-Asienmeister       |
| Kanada   | Junioren-Nordamerikameister |
| Namibia  | Junioren-Afrikameister      |
| Portugal | Gastgeber                   |
| Tonga    | Junioren-Ozeanienmeister    |
| Uruguay  | Junioren-Südamerikameister  |

## Vorrunde
Modus:
- 4 Punkte bei einem Sieg
- 2 Punkte bei einem Unentschieden
- 1 Bonuspunkt für vier oder mehr Versuche, unabhängig vom Endstand
- 1 Bonuspunkt bei einer Niederlage mit sieben oder weniger Spielpunkten Unterschied

### Gruppe A
|    | Land     | Spiele | Siege | Unent. | Ndlg. | Spiel- punkte | Diff. | Bonus- punkte | Tabellen- punkte |
| -- | -------- | ------ | ----- | ------ | ----- | ------------- | ----- | ------------- | ---------------- |
| 1. | Georgien | 3      | 3     | 0      | 0     | 95:36         | + 59  | 1             | 13               |
| 2. | Uruguay  | 3      | 2     | 0      | 1     | 77:98         | − 21  | 2             | 10               |
| 3. | Fidschi  | 3      | 1     | 0      | 2     | 73:77         | − 4   | 3             | 7                |
| 4. | Portugal | 3      | 0     | 0      | 3     | 56:90         | − 34  | 0             | 0                |

| 12. Mai 2015 17:00 WESZ | Uruguay        | 12 : 46 | Georgien | Centro de Alto Rendimento do Jamor, Lissabon Schiedsrichter: Paulo Duarte (Portugal) |
| 12. Mai 2015 17:00 WESZ | (0:31) Bericht |         |          | Centro de Alto Rendimento do Jamor, Lissabon Schiedsrichter: Paulo Duarte (Portugal) |

| 12. Mai 2015 19:00 WESZ | Fidschi        | 34 : 19 | Portugal | Centro de Alto Rendimento do Jamor, Lissabon Schiedsrichter: Damian Schneider (Argentinien) |
| 12. Mai 2015 19:00 WESZ | (19:9) Bericht |         |          | Centro de Alto Rendimento do Jamor, Lissabon Schiedsrichter: Damian Schneider (Argentinien) |

| 16. Mai 2015 15:00 WESZ | Uruguay         | 37 : 26 | Portugal | Centro de Alto Rendimento do Jamor, Lissabon Schiedsrichter: Aminiasi Tadrau (Fidschi) |
| 16. Mai 2015 15:00 WESZ | (20:14) Bericht |         |          | Centro de Alto Rendimento do Jamor, Lissabon Schiedsrichter: Aminiasi Tadrau (Fidschi) |

| 16. Mai 2015 17:00 WESZ | Fidschi        | 13 : 30 | Georgien | Centro de Alto Rendimento do Jamor, Lissabon Schiedsrichter: Noriaki Hashimoto (Japan) |
| 16. Mai 2015 17:00 WESZ | (6:13) Bericht |         |          | Centro de Alto Rendimento do Jamor, Lissabon Schiedsrichter: Noriaki Hashimoto (Japan) |

| 20. Mai 2015 17:00 WESZ | Georgien       | 19 : 11 | Portugal | Centro de Alto Rendimento do Jamor, Lissabon Schiedsrichter: Akram Garchi (Tunesien) |
| 20. Mai 2015 17:00 WESZ | (14:8) Bericht |         |          | Centro de Alto Rendimento do Jamor, Lissabon Schiedsrichter: Akram Garchi (Tunesien) |

| 20. Mai 2015 19:00 WESZ | Fidschi        | 26 : 28 | Uruguay | Centro de Alto Rendimento do Jamor, Lissabon Schiedsrichter: Damian Schneider (Argentinien) |
| 20. Mai 2015 19:00 WESZ | (7:13) Bericht |         |         | Centro de Alto Rendimento do Jamor, Lissabon Schiedsrichter: Damian Schneider (Argentinien) |

### Gruppe B
|    | Land     | Spiele | Siege | Unent. | Ndlg. | Spiel- punkte | Diff. | Bonus- punkte | Tabellen- punkte |
| -- | -------- | ------ | ----- | ------ | ----- | ------------- | ----- | ------------- | ---------------- |
| 1. | Kanada   | 3      | 3     | 0      | 0     | 72:46         | + 26  | 1             | 13               |
| 2. | Namibia  | 3      | 2     | 0      | 1     | 91:40         | + 51  | 3             | 11               |
| 3. | USA      | 3      | 1     | 0      | 2     | 67:92         | − 25  | 1             | 5                |
| 4. | Hongkong | 3      | 0     | 0      | 3     | 43:95         | − 52  | 0             | 0                |

| 12. Mai 2015 17:00 WESZ | Kanada          | 35 : 20 | Namibia | Estádio Universitário de Lisboa, Lissabon Schiedsrichter: Aminiasi Tadrau (Fidschi) |
| 12. Mai 2015 17:00 WESZ | (13:10) Bericht |         |         | Estádio Universitário de Lisboa, Lissabon Schiedsrichter: Aminiasi Tadrau (Fidschi) |

| 12. Mai 2015 19:00 WESZ | Tonga          | 35 : 16 | Hongkong | Estádio Universitário de Lisboa, Lissabon Schiedsrichter: Nori Hashimoto (Japan) |
| 12. Mai 2015 19:00 WESZ | (21:9) Bericht |         |          | Estádio Universitário de Lisboa, Lissabon Schiedsrichter: Nori Hashimoto (Japan) |

| 16. Mai 2015 15:00 WESZ | Kanada          | 24 : 15 | Hongkong | Estádio Universitário de Lisboa, Lissabon Schiedsrichter: Akram Garchi (Tunesien) |
| 16. Mai 2015 15:00 WESZ | (21:15) Bericht |         |          | Estádio Universitário de Lisboa, Lissabon Schiedsrichter: Akram Garchi (Tunesien) |

| 16. Mai 2015 19:00 WESZ | Tonga           | 45 : 11 | Namibia | Estádio Universitário de Lisboa, Lissabon Schiedsrichter: Paulo Duarte (Portugal) |
| 16. Mai 2015 19:00 WESZ | (18:11) Bericht |         |         | Estádio Universitário de Lisboa, Lissabon Schiedsrichter: Paulo Duarte (Portugal) |

| 20. Mai 2015 17:00 WESZ | Namibia        | 36 : 12 | Hongkong | Estádio Universitário de Lisboa, Lissabon Schiedsrichter: Noriaki Hashimoto (Japan) |
| 20. Mai 2015 17:00 WESZ | (12:5) Bericht |         |          | Estádio Universitário de Lisboa, Lissabon Schiedsrichter: Noriaki Hashimoto (Japan) |

| 20. Mai 2015 19:00 WESZ | Tonga          | 11 : 13 | Kanada | Estádio Universitário de Lisboa, Lissabon Schiedsrichter: Paulo Duarte (Portugal) |
| 20. Mai 2015 19:00 WESZ | (3:10) Bericht |         |        | Estádio Universitário de Lisboa, Lissabon Schiedsrichter: Paulo Duarte (Portugal) |

## Finalrunde

### Spiel um Platz 7
| 24. Mai 2015 11:00 WESZ | Portugal        | 47 : 21 | Hongkong | Centro de Alto Rendimento do Jamor, Lissabon Schiedsrichter: Noriaki Hashimoto (Japan) |
| 24. Mai 2015 11:00 WESZ | (22:14) Bericht |         |          | Centro de Alto Rendimento do Jamor, Lissabon Schiedsrichter: Noriaki Hashimoto (Japan) |

### Spiel um Platz 5
| 24. Mai 2015 13:00 WESZ | Fidschi         | 36 : 24 | Namibia | Centro de Alto Rendimento do Jamor, Lissabon Schiedsrichter: Paulo Duarte (Portugal) |
| 24. Mai 2015 13:00 WESZ | (17:11) Bericht |         |         | Centro de Alto Rendimento do Jamor, Lissabon Schiedsrichter: Paulo Duarte (Portugal) |

### Spiel um Platz 3
| 24. Mai 2015 15:00 WESZ | Uruguay         | 44 : 43 | Tonga | Estádio Universitário de Lisboa, Lissabon Schiedsrichter: Aminiasi Tadrau (Fidschi) |
| 24. Mai 2015 15:00 WESZ | (20:17) Bericht |         |       | Estádio Universitário de Lisboa, Lissabon Schiedsrichter: Aminiasi Tadrau (Fidschi) |

### Finale
| 24. Mai 2015 17:00 WESZ | Georgien       | 49 : 24 | Kanada | Estádio Universitário de Lisboa, Lissabon Schiedsrichter: Damian Schneider (Argentinien) |
| 24. Mai 2015 17:00 WESZ | (24:7) Bericht |         |        | Estádio Universitário de Lisboa, Lissabon Schiedsrichter: Damian Schneider (Argentinien) |

## Schlussplatzierungen
| Platz | Land     |
| ----- | -------- |
| 01    | Georgien |
| 02    | Kanada   |
| 03    | Uruguay  |
| 04    | Tonga    |
| 05    | Fidschi  |
| 06    | Namibia  |
| 07    | Portugal |
| 08    | Hongkong |

Georgien gewann das Turnier und nahm 2016 an der Juniorenweltmeisterschaft teil.